# Nemzeti könyvtár

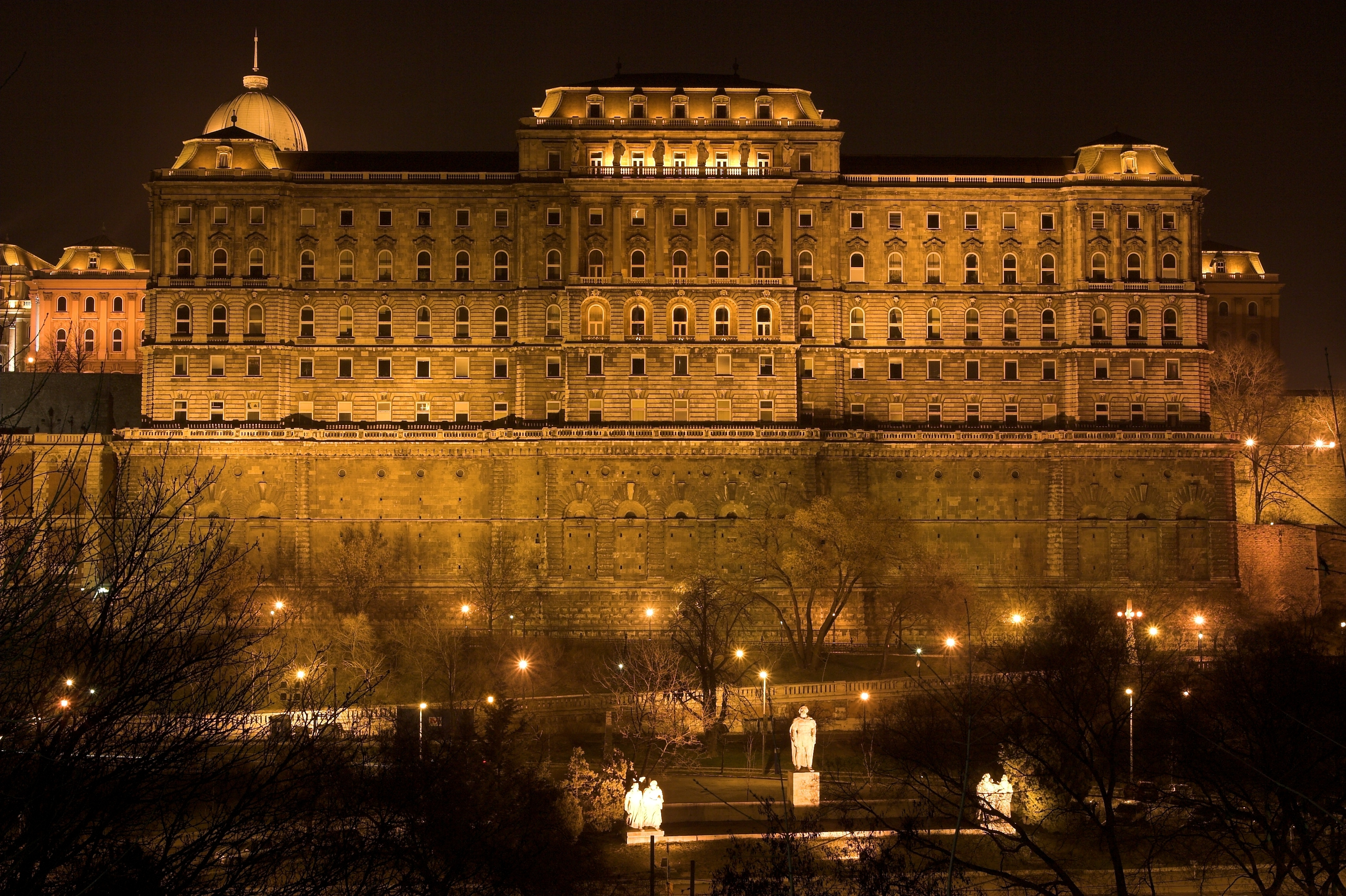
Az Országos Széchényi Könyvtár, Magyarország nagyobbik nemzeti könyvtára

A nemzeti könyvtár olyan könyvtár, amelyet egy ország kormánya tart fenn, hogy az illető ország fő információtárolója legyen. A közkönyvtárakkal ellentétben ritkán engedi a könyvkölcsönzést. Állományukban gyakran találhatóak ritka és értékes könyvek, a Gutenberg-biblia egy példányát például az Egyesült Államok nemzeti könyvtára, a Kongresszusi Könyvtár őrzi.
A világ első könyvtárai nemzeti könyvtárak voltak, például az alexandriai nagy könyvtár vagy a British Library, a brit nemzeti könyvtár.
A nemzeti könyvtárak egyik feladata az adott országhoz, néphez kötődő dokumentumok gyűjtése, főként kötelespéldányok beszolgáltatása által. Magyarországon a hungarikumnak számító műveket – ebbe beletartozik minden magyar szerző által írt mű, minden Magyarországon megjelent mű, minden magyar nyelvű mű, illetve minden, ami témájában Magyarországhoz kötődik.
Magyarország két nemzeti könyvtára az Országos Széchényi Könyvtár és a Debreceni Egyetem Egyetemi és Nemzeti Könyvtár.

## Kötelespéldányok
A kötelespéldány-szolgáltatást, az arra kötelezett szolgáltatókat, a kedvezményezetteket, jogszabály írja elő. Magyarországon minden több mint 50 példányszámban megjelent és nyilvános terjesztésre szánt műből (sajtótermékből) a kiadó köteles példányokat küldeni a nemzeti könyvtáraknak.